# 1000-летие Ханоя
1000-летие Тханглонга — Ханоя (вьет. Đại lễ 1000 năm Thăng Long — Hà Nội) — 1000-летний юбилей столицы Вьетнама города Ханоя (ранее назывался Тханглонг). Город ведёт свою историю с 1010 года, когда император Ли Тхай-то приказал перенести сюда столицу своего государства. Открытие празднеств состоялось 1 октября 2010 года.

## Подготовка
В рамках программы «Развитие культуры Ханоя к 1000-летней годовщине города» в порядок приводятся культурные и исторические достопримечательности. Профинансирован косметический ремонт Храма Литературы, старой крепости Ханоя, памятника императору Ли Тхай-то, а также тюрьмы «Хоало» и южных ворот в город Колоа. Идёт строительство театров и памятника 1000-летию, напечатаны те книги из библиотеки Ханоя, возраст которых уже 1000 лет.

## Торжества
План торжественных мероприятий.
- 1-10 августа — Международный фестиваль циркового искусства.
- 6-10 августа — Международный фестиваль кукольных театров.
- Август — Международная фотовыставка в Центре культуры и искусства.
- 25-30 сентября — Международный кинофестиваль.
- 1 октября:
  - Утро — Торжественная церемония открытия празднования на площади у памятника императору Ли Тхай-то.
  - Утро — праздник в цветочном саду Ли Тхай-то на улице Динь Тьен Хоанг и вокруг озера Возвращённого меча.
  - Полдень — Открытие выставки экономического и народного социального достижений в Выставочном центре «Зьянг Во».
  - Выставка произведений литературы и искусства в Выставочном центре культуры и искусства.
  - Вечер — Телешоу «Все страны с Ханоем» на центральных телевизионных каналах.
  - Вечер — Театрализованное уличное представление.
- Праздничная декада:
  - Фестиваль этнических групп.
  - Неделя исторических фильмов.
  - Музыкальные шоу в Ханойском оперном театре.
  - Фестиваль современной песни на площадке у храма «Ba Кие».
  - Уличный фестиваль молодёжи.
  - Международный фестиваль молодёжных музыкальных ансамблей во Дворце переговоров Мидинь («My Dinh»).
  - Финальные игры по футболу между сборными Ханоя и остальных провинций.
  - Показательные выступления вьетнамских восточных единоборств во Дворце спорта «Quan Ngua»[вьет.].
  - Кросс вокруг озера Возвращённого меча.
  - Международный велосипедный тур «Хошимин-Ханой».
  - Фестиваль туризма.
  - Выставка исторических вещей и документов в крепости Тхан Лонг.
  - Выставка цветов и бонсай в крепости Тхан Лонг.
  - Фестиваль деревень, занимающихся традиционными ремёслами.
- 10 октября
  - Митинг с участием первых лиц страны на площади Бадинь.
  - Ночь — Праздничная программа вокруг Западного озера.